# Thomas Malory
Sir Thomas Malory, född cirka 1415–1418 i Newbold Reve i Warwickshire, död 14 mars 1471 i Newgatefängelset i London, var en engelsk författare. Han är mest känd som författare eller sammanställare av romanen Le Morte d'Arthur (titeln vald av dess förste tryckare William Caxton) vilken sammanställt de olika berättelserna i legenden om kung Artur till en roman som räknas som den bästa i sitt slag. Malory hämtade enligt Caxtons företal materialet till sitt verk från franska källor. Han identifieras vanligen med en Sir Thomas Malory från Newbold Revel i Warwickshire, men även andra kandidater finns.
År 1934 fann man ett tidigt manuskript, som gjorde att man kunde rätta misstag som under avskrivandet smugit sig in i Caxtons version. Mycket är inte säkert känt om Malory mer än hans egna ord, han sade att han var riddare och skrev sin roman i fångenskap, samt avslutade den 1469.
Huvudkandidaten Sir Thomas Malory från Newbold Revel var bördig från Warwickshire, och kämpade i hundraårskriget. I början av 1440-talet skall han ha gift sig med Elizabeth Walsh, och fick med henne sonen Robert. År 1450 inledde han dock en karriär som rövare, kidnappare, inbrottstjuv, utpressare och våldtäktsman. Han infångades flera gånger, men kunde ett par gånger fly. Fram till 1461, när Edvard IV uppsteg på tronen och han benådades, for han in och ut ur fängelse. Efter det är inte mycket känt om honom, mer än att han skall ha begravts i Christ Church Greyfriars med sådan ståt som ankom en riddare, efter att han dött den 14 mars 1470.